# Bocage bressuirais
Cet article possède un paronyme, voir Bocage (homonymie).
Le Bocage bressuirais (en poitevin Bocajhe Brseùiràe) est une région naturelle de France située en Nouvelle-Aquitaine, au nord du département des Deux-Sèvres.

## Géographie

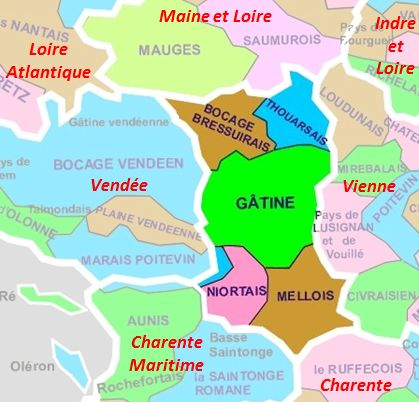
Les régions naturelles du département des Deux-Sèvres

### Situation
Le Bocage bressuirais est située au nord du département des Deux-Sèvres. Il est entouré par les régions naturelles suivantes :
- Au nord par les Mauges et le Saumurois.
- A l’est par le Thouarsais.
- Au sud par la Gâtine.
- A l’ouest par le Bocage vendéen.

### Économie
La géographe Marjolaine Gros-Balthazard a utilisé le Bocage Bressuirais comme cas d'étude des territoires qu'elle appelle néo-industriels, c'est-à-dire qui n'étaient pas parmi les plus industriels en 1975 mais l'étaient en 2012, en matière d'emploi. Elle montre que le maintien de l'emploi industriel y est largement endogène, lié à la présence d'un tissu local d'entreprises qui parviennent à réemployer les salariés faiblement qualifiés lors de la fermeture d'un site. Le siège de la firme Heuliez avant sa faillite était situé à Cerizay.